# Fridman (cráter)
Fridman son los restos de un cráter de impacto situado en la cara oculta de la Luna. Se encuentra al sur de la gran llanura del cráter amurallado Hertzsprung, y se une al noreste con el borde del cráter Ioffe.
|  |

Este cráter se encuentra en la parte sur del manto de eyección que rodea Hertzsprung, y en la parte oeste-noroeste del enorme manto de eyección que rodea la cuenca de impacto del Mare Orientale. El borde externo de este cráter está muy dañado, con un gran número de pequeños cráteres que atraviesan el brocal. La parte más intacta del borde se halla en el lado sureste.
El suelo interior se superpone al sudoeste con las rampas exteriores del cráter Ioffe. En su lado norte está marcado por varios cráteres pequeños, al igual que en el sudeste, donde también se ve afectado por una serie de pequeños cráteres.
Este cráter en algunas fuentes se denomina Friedmann.

## Cráteres satélite
Por convención estos elementos son identificados en los mapas lunares poniendo la letra en el lado del punto medio del cráter que está más cerca de Fridman.
|          | \| Fridmann \| Coordenadas \| Diámetro \| \| -------- \| -------------------------------- \| -------- \| \| C \| 10°30′S 124°30′O / -10.5, -124.5 \| 36 km \| |          |
| Fridmann | Coordenadas | Diámetro |
| C        | 10°30′S 124°30′O / -10.5, -124.5 | 36 km    |